# Varus-Kurier
Der Varus-Kurier. Information für Freunde und Förderer der Varus-Gesellschaft ist eine populärwissenschaftliche Zeitschrift auf dem Gebiet der Provinzialrömischen Archäologie.
Der Varus-Kurier wird von der Varus-Gesellschaft zur Förderung der vor- und frühgeschichtlichen Ausgrabungen im Osnabrücker Land e.V. mit Sitz in Georgsmarienhütte herausgegeben. Er schildert in seinen reich bebilderten Beiträgen die Fortschritte bei den Ausgrabungen des wahrscheinlichen Ortes der Varusschlacht in der Fundregion Kalkriese. Der Varus-Kurier wendet sich an Freunde und Förderer der Ausgrabungen von Kalkriese sowie an interessierte Laien. Neben dem Schwerpunkt Varusschlacht werden auch andere Themen der römischen Geschichte in Germanien behandelt. Er ist als Druckwerk gegen eine Schutzgebühr und als PDF frei erhältlich.
Die Zeitschrift erschien erstmals 1994. Bis 2005 erschien sie bis zu zwei Mal im Jahr, danach nur noch jährlich. Für viele Erkenntnisse ist der Varus-Kurier zunächst der erste und manchmal auch für längere Zeit einzige Weg, mit dem neue Funde und Befunde auch einer breiteren Öffentlichkeit bekannt gemacht werden. So wurde beispielsweise schon 2004 im Varus-Kurier über Spitzgräben berichtet und ihr Fund erklärt, die 2006 zu erneuten Debatten um Kalkriese als Ort der Varusschlacht führten.
Die Auflagenhöhe der Zeitschrift beträgt 3000 Stück. Als Autoren fungieren meist die unmittelbar an der Erforschung des Projektes beteiligten Personen.

## Referenzen
1. ↑  Sven Felix Kellerhoff: Archäologie: Wo zum Teufel liegt der Teutoburger Wald? In: welt.de. 14. November 2006, abgerufen am 7. Oktober 2018.
2. ↑  Impressum der einzelnen Jahrgänge.